# Zaifeng
Zaifeng, född 1883, död 1951, även känd under sin titel Den andre Prins Chun, yngre bror till Guangxu-kejsaren och far till Puyi, den siste kejsaren av Qingdynastin. Mellan 1908 och 1911 var han Kinas ledare i egenskap av regent för sin son.

## Biografi
Zaifeng var länge chef för kinesiska amiralitetet och visade då en viss reformvilja. Zaifeng sändes 1901 till Berlin för att inför tyske kejsaren framföra Kinas beklagande av mordet på ambassadören Clemens von Ketteler i Peking 1900 under Boxarupproret. Han blev känd som "försoningsprinsen." Detta var den första utlandsmission, som anförtrotts en kejserlig prins.
Efter Guangxus död 1908 blev Zaifeng prinsregent för dennes späde efterträdare, Zaifengs egen son Puyi och fortsatte, om än ganska trevande, den några år tidigare inledda försiktiga konstitutionella reformrörelsen under växande motstånd från konservativa element inom hovet och utan att kunna vinna förtroende hos den folkliga, reformrörelsens män.
I mars 1910 utsatte nationalisten Wang Jingwei honom för ett misslyckat bombattentat. Hösten 1911 återkallade Zaifeng Yuan Shikai till makten, och den 10 december 1911 avsade han sig formellt regentskapet, varefter han bodde i avskildhet i den Förbjudna staden fram till dess att Feng Yuxiang fördrev hovet 1928. Därefter var han växelvis bosatt i Tianjin och Peking. När hans son Puyi blev indragen i Japans upprättande av lydstaten Manchukuo höll Zaifeng avstånd till sin son och vägrade att bosätta sig i Manchukuo. Han levde ett tillbakadraget liv och stannade också kvar i Kina efter Folkrepubliken Kinas bildande 1949.